# Кугенер (Советский район)
Кугенер (мар. Кугэҥер) — деревня в Советском районе Республики Марий Эл. Входит в состав Ронгинского сельского поселения.

## География
Находится в центральной части республики Марий Эл на расстоянии приблизительно 6 км по прямой на восток-юго-восток от районного центра посёлка Советский.

## История
Известна с 1884 году как деревня, где есть 42 двора, 251 житель. В 1925 году здесь было 113 хозяйств с населением 545 человек. В советское время работали колхозы «Йошкар Кугенер», «Олма нур» и «Мир».

## Население
Население составляло 265 человека (мари 97 %) в 2002 году, 238 в 2010.